# Epichernes guanacastensis
Epichernes guanacastensis är en spindeldjursart som beskrevs av William B. Muchmore 1993. Epichernes guanacastensis ingår i släktet Epichernes och familjen blindklokrypare. Inga underarter finns listade i Catalogue of Life.